# Jean-Antoine Ytier
Jean-Antoine Ytier est un officier de marine et corsaire français né le 11 juillet 1776 à Martigues et mort le 18 juillet 1838 à Martigues.

## Biographie
Jean-Antoine Ytier est le fils d'Honoré Antoine Ytier, capitaine de navire, et d'Anne Venel. Il intègre à l'âge de dix-sept ans l'école des officiers de marine et de matelots de Martigues et fait ses débuts en mer l'année suivante. Il prend part au siège de Toulon en 1793 puis à la bataille d'Aboukir en 1798 comme enseigne de vaisseau puis lieutenant.
Officier de marine sur différents navires en Méditerranée, il fait la rencontre du capitaine corsaire martégal Jean Joseph Adrian dans le port de Toulon et devient son lieutenant sur le brick corsaire L'Abeille en 1801, recevant son brevet de capitaine au long cours l'année suivante. Capturé par les Anglais en 1804, il est fait prisonnier sur l'île de Malte durant trois années, mais réussi à s'évader à Gibraltar lors d'un transfert.

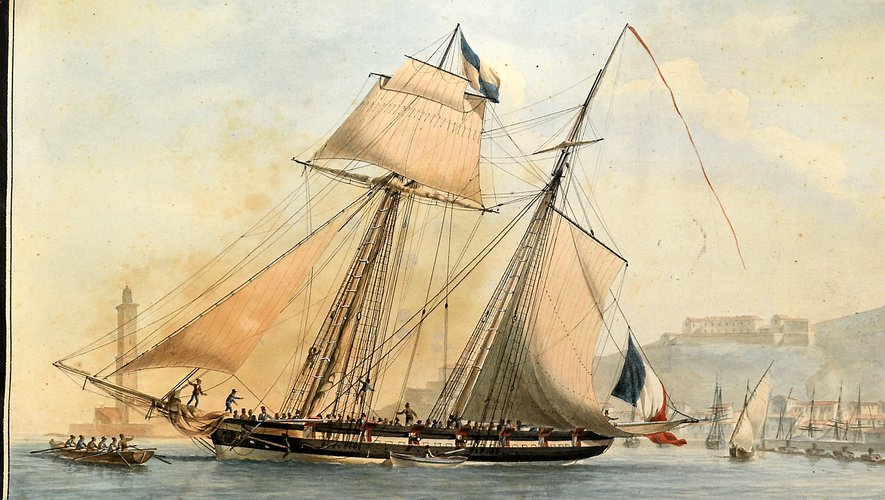
'Le Comtesse Emeriau' sortant du port de Sète, peint par Antoine Roux (Musée Paul Valéry).

Il rejoint alors le port de Sète, où les armateurs Bresson et Ratyé cherchent un capitaine corsaire pour leur goélette Le Comtesse Emeriau et lui en confie le commandement. Équipé de quatorze canons, mesurant 53 m de long, il a un tonnage de 200 tonneaux. Il recrute un équipage composé de cent dix-huit hommes, dont treize Martégaux.
Il épouse vers 1809 Marie-Claire Ferrandy, fille de Nicolas Laurent Ferrandy, officier de marine, trésorier de la Marine à Martigues et secrétaire de la section fédéraliste de Jonquilles, et de Catherine Michel, et dont un de ses parents, Louis Ferrandy, est son premier lieutenant sur la Comtesse Emeriau.

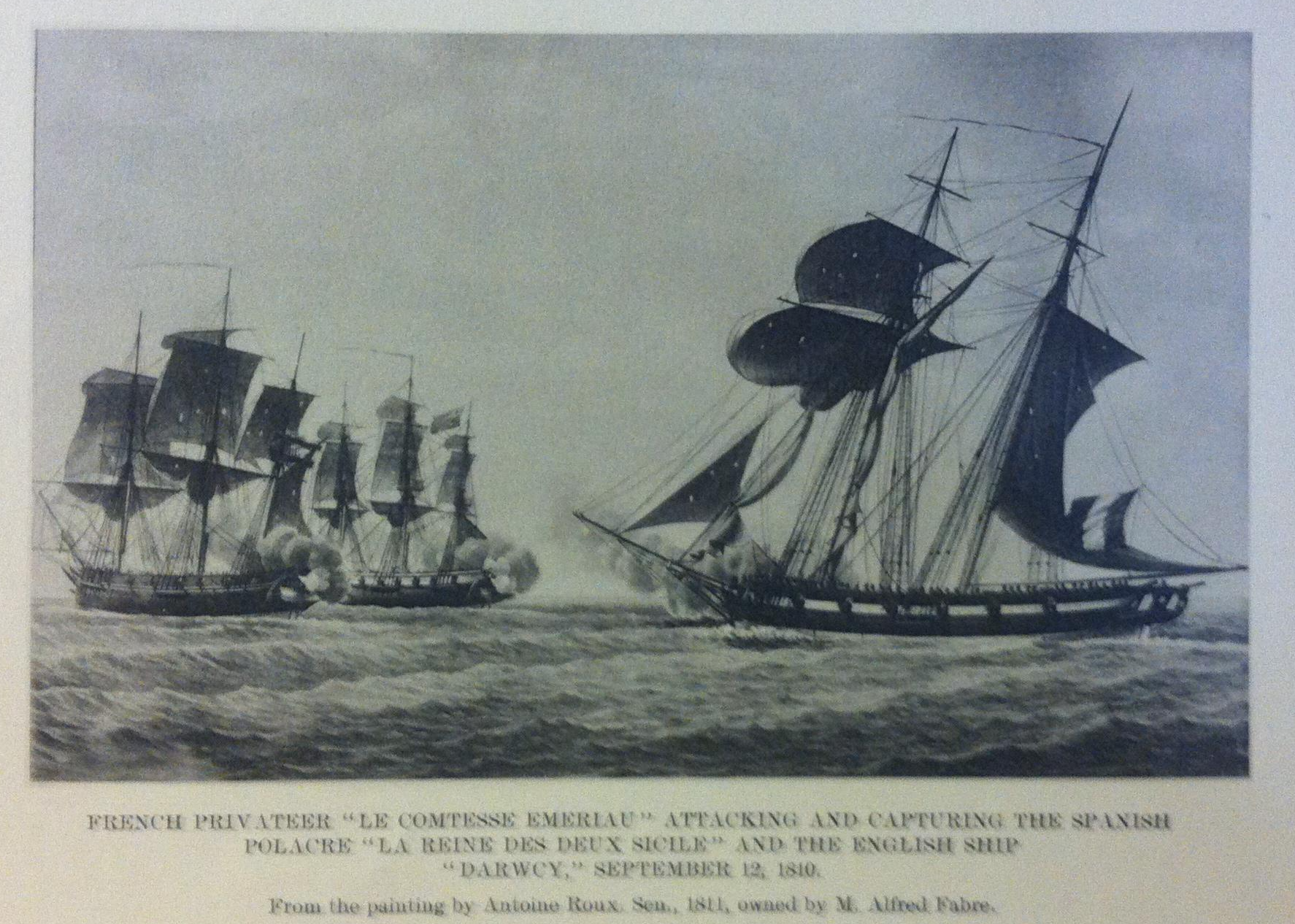
Le combat de Le Comtesse Emeriau face à La Reine des Deux-Siciles et le Darwcy, en septembre 1810. Antoine Roux

En 1810, naviguant entre Minorque et Alger, il rencontre deux navires ennemis : le trois-mâts anglais Harvey, équipé de dix canons, et le polacre espagnol La Reine des Deux-Siciles, de quatorze canons. Ytier enclenche les combats, qui durent quatre heures et se termine par l'abordage des deux navires adverses. Ytier s'empare ainsi de deux navires espagnol et anglais. Le combat fait trois morts et deux blessés au sein de son équipage, tandis que les équipages des deux navires pris déplorent chacun la perte d'un homme. Il ramène les deux navires capturés au port de Sète, dont la cargaison respective rapporte quatre cent mille livres. Le peintre de marine Antoine Roux immortalisera se combat par deux tableaux.

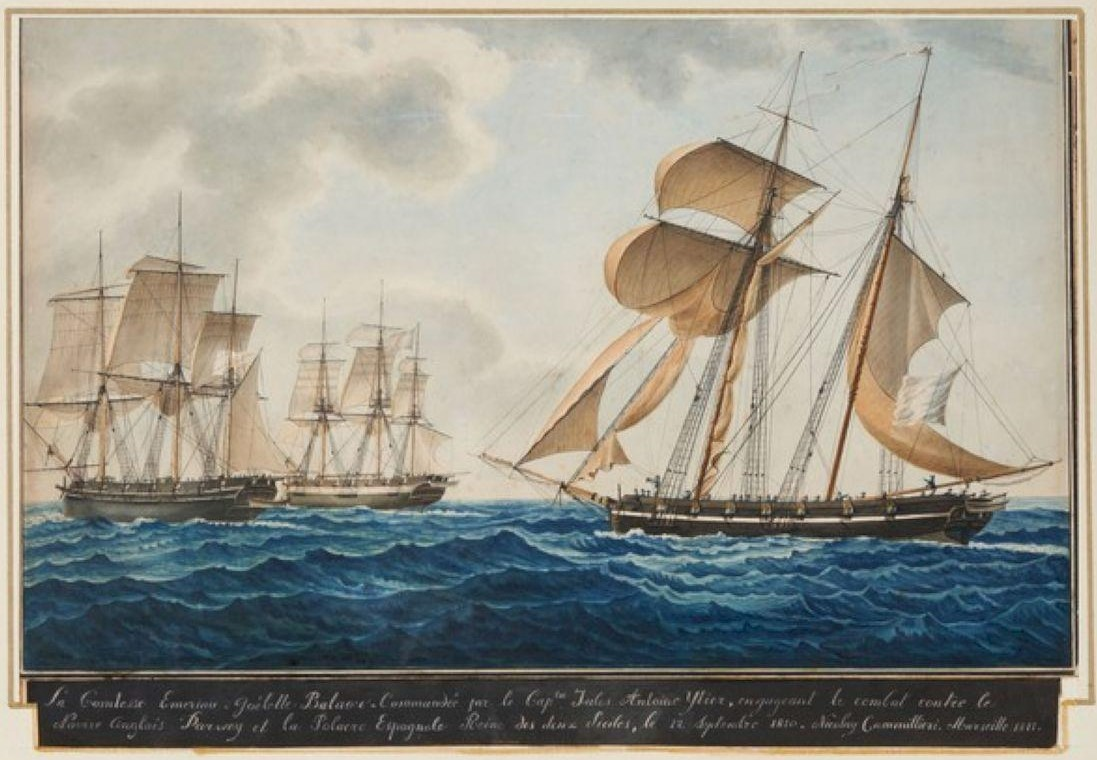
La Comtesse Emeriau, goélette Balaou, commandée par le Capitaine Jules Ytier, engageant le combat contre le navire Anglais Drawey et la polacre Espagnole Reine des Deux Siciles, le 12 septembre 1810. Nicolas Cammillieri

Au mois de mars 1812, à l'Ouest de la Sicile, il fait face au navire anglais le HMS Badger. L'Anglais prend le pas sur lui et réussi à le couler. Sur les 110 hommes embarqués sur La Comtesse Emeriau, seulement treize survivent, dont Ytier. Ils sont alors fait prisonnier sur un ponton flottant.
Dans le cadre d'un échange de prisonniers au bout d'un an, il retrouve sa liberté. Il reprend alors la mer à Marseille, capitaine de la corvette corsaire L'Espérance. Armée par Gorjon et Cie pour une campagne en Méditerranée, le navire est équipé de seize pièces d'artillerie (quatorze caronades et deux canons de 12) et embarque un équipage de cent soixante hommes.
Il est le grand-père de l'amiral Alexandre Marius Ytier.
La ville de Sète a lancé en 2014 l'idée du projet de reconstruire la goélette La Comtesse Emeriau d'Ytier, à l'image de l'Hermione. Sa maquette est réalisée par le maquettiste Raymond Dublanc en 2015.

### Sources
- Antoine Golf, Corsaire singulier : vie de Jean-Antoine Ytier, natif de Martigues, capitaine corsaire de la goélette balaou "Comtesse Emeriau" à Sète, sous le 1er Empire, 1776-1838, Éditions Clersmar, 2011
- Les bateaux qui ont marqué Sète : Comtesse Emeriau, le balaou corsaire, Midi Libre, 20/07/2020
- Ernest d'Hauterive, La police secrète du premier empire: bulletins quotidiens adressés par Fouché à l'empereur, Volume 5, Perrin, 1964
- Patrick Villiers, Les corsaires, éditions Gisserot, Paris 2007
- Patrick Villiers, Pirates, corsaires et flibustiers, éditions Gisserot, Paris, 2018